# Wolfgang Harth

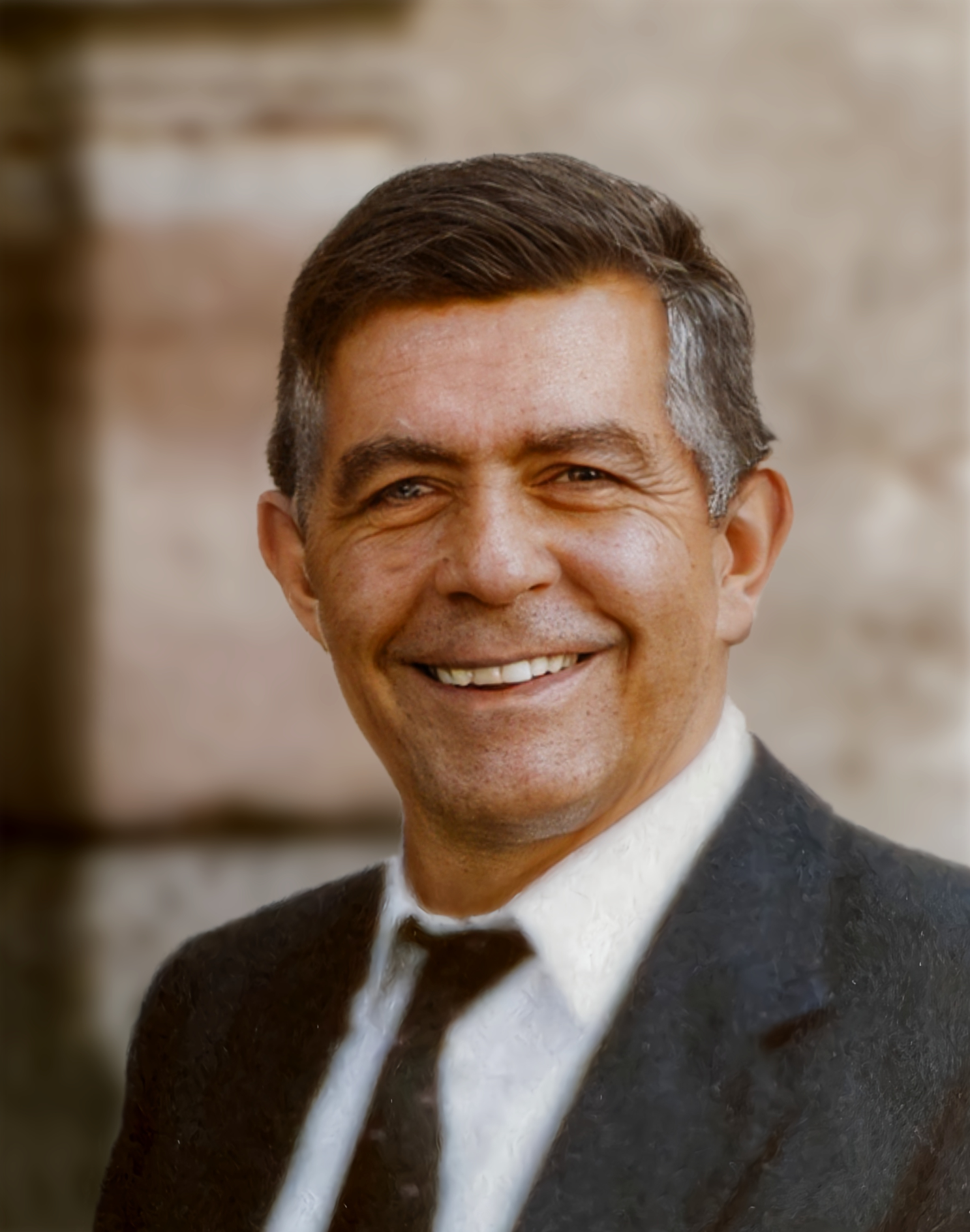
Wolfgang Harth

Wolfgang Hans Erwin Harth (* 7. Februar 1932 in Straubing; † 9. Januar oder 10. Januar 2017 in München) war ein deutscher Physiker, Professor für Hochfrequenzelektronik und Lehrstuhlinhaber an der Technischen Universität München.

## Leben
Wolfgang Harth wurde als drittes von fünf Kindern der Maria Harth, geb. Schartl, und des Studienrats Georg Harth in Straubing geboren. Er ging auf die Oberrealschule Straubing, wo er eine intensive musikalische Ausbildung erhielt. 1951 machte er das Abitur und studierte zunächst Germanistik und Anglistik an der Ludwig-Maximilians-Universität in München. Auf Drängen seines Vaters studierte Wolfgang Harth von 1952 bis 1956 Physik an der TH München (seit 1970 TU München). 1961 wurde er am dortigen Institut für Technische Elektronik bei Max Knoll zum Dr. rer. Nat. promoviert. 1965 habilitierte er sich zum Dr.-Ing. habil. an der Fakultät für Maschinenwesen und Elektrotechnik mit einer Schrift über Theorie der Sekundäremission und der elektroneninduzierten Leitfähigkeit bei Isolatoren. Es folgten weitere Forschungsarbeiten auf dem Gebiet Elektronenoptik insbesondere für Röntgenbildverstärker, aber auch bereits erste theoretische und experimentelle Arbeiten im Themenbereich Halbleiterbauelemente für die Erzeugung und Verstärkung von Mikrowellenleistung.
Von 1969 bis 1973 hatte er eine Professur am Institut für Hochfrequenztechnik der Technischen Universität Braunschweig bei Hans-Georg Unger. Dort wandte er sich der Forschung an aktiven Zweipol-Halbleiterbauelementen für Höchstfrequenztechnik zu, für die auch eine Halbleiter-Technologieeinrichtung mit allen relevanten Prozessen zur Bauelementherstellung aufgebaut wurde. Zwischenzeitlich erfolgte Berufungen an die Universität des Saarlandes und an die Technische Universität Kaiserslautern nahm er nicht an. 1973 folgte er einem Ruf zurück an die Technische Universität München und übernahm dort als Ordinarius den neu gegründeten Lehrstuhl für Allgemeine Elektrotechnik (später Allgemeine Elektrotechnik und Angewandte Elektronik). Einen weiteren Ruf an die Universität Stuttgart 1977 lehnte er ab.
Obwohl Harth in erster Linie leidenschaftlicher Theoretiker war, entstand auch in München bald ein High-Tech Laboratorium für Silicium und Galliumarsenid zur Entwicklung und Optimierung von Halbleiter-Bauelementen, um seine theoretischen Untersuchungen an Höchstfrequenz-Halbleiterdioden experimentell zu verifizieren und praxistaugliche Bauelemente zu realisieren. Entscheidend war dabei die Möglichkeit, die benötigten Halbleiterschichten am Lehrstuhl selbst herstellen zu können, zunächst mittels Flüssigphasenepitaxie, später mit Hilfe der Molekularstrahlepitaxie, die dem Lehrstuhl 1984 als erstem Hochschulinstitut in Deutschland von der Stiftung Volkswagenwerk zur Verfügung gestellt wurde.
Ein Schwerpunkt seiner Arbeiten lag in der Entwicklung von Höchstfrequenz-Sendedioden (IMPATT-Dioden, Gunnelementen und BARITT-Dioden) bis zu Frequenzen von 300 GHz. Er erkannte aber auch frühzeitig die Einsatzmöglichkeiten von LEDs und Halbleiterlasern in der optischen Nachrichtentechnik. Dies führte zu der Untersuchung und Optimierung zahlreicher optoelektronischer Sendedioden-Strukturen für die Glasfaserübertragungstechnik.
Das wissenschaftliche Umfeld auf dem Gebiet der aktiven Zweipol-Halbleiterbauelemente in Deutschland und auch weltweit wurde durch die Arbeiten von Wolfgang Harth und seinen Mitarbeitern geprägt. Vier Monographien und mehr als 120 Veröffentlichungen in renommierten Fachzeitschriften geben Zeugnis seines Wirkens.
Von 1987 bis 1989 war er Dekan der Fakultät für Elektrotechnik und Informationstechnik. Seine Emeritierung erfolgte im Jahre 2000.
Wolfgang Harths große Leidenschaft neben den Naturwissenschaften war zeit seines Lebens die Musik. Er studierte neben der Physik zwei Semester Musiktheorie an der Musikhochschule München und spielte exzellent Klavier und Querflöte. Kompositorische Ansätze finden sich schon während seiner Gymnasialzeit. In den 1990er Jahren kamen mehrere seiner Orchesterstücke zur Aufführung.
Wolfgang Harth heiratete am 6. Dezember 1956 Barbara Distler (1934–2021). Aus der Ehe gingen die drei Kinder Martin (1957), Sebastian (1960) und Elisabeth (1965) hervor. Harth verstarb 2017 im Alter von 84 Jahren.

## Ehrungen
1982 wurde Wolfgang Harth zum Senior Member und 1984 zum Fellow des Institute of Electrical and Electronics Engineers (IEEE) ernannt.

## Werke (Auswahl)
- mit Hans-Georg Unger: Hochfrequenz-Halbleiterelektronik. Hirzel, 1972, ISBN 978-3-7776-0235-6.
- mit Manfred Claassen: Aktive Mikrowellendioden. Springer, 1980, ISBN 978-3-540-10203-8.
- Halbleitertechnologie. Teubner, 1981, ISBN 978-3-519-10054-6.
- mit Helmut Grothe: Sende- und Empfangsdioden für die Optische Nachrichtentechnik. Teubner, 1984, ISBN 978-3-519-00102-7.
- Fluktuationen und Dynamik aktiver Halbleiter-Bauelemente. Teubner, 1998, ISBN 978-3-519-06255-4.

## Musikalische Werke
- Stück für 7 Blechbläser (Aufführung 1992)
- Scherzo (Aufführung 1993)
- Walzer (Aufführung 1998)
- Marcia funèbre (2003)
- Combo (2007)
- Hiroshima (2010)
- Trio agitato für Klavier und Marimba (2011)
- Intervention (2014)